# Пивола
Пивола (словен. Pivola) је насељено место у општини Хоче-Сливница, Подравска регија, Словенија.

## Историја
До територијалне реорганизације у Словенији била је у саставу старе општине Марибор.

## Становништво
У попису становништва из 2011. године, Пивола је имала 672 становника.
| Број становника према пописима | Број становника према пописима | Број становника према пописима |
| ------------------------------ | ------------------------------ | ------------------------------ |
| 1991                           | 2002                           | 2011                           |
| 663                            | 649                            | 672                            |

## Галерија
- панорама
- "Котникова пешачка стаза"